# SMS S 64
SMS S 64 – niemiecki niszczyciel z okresu I wojny światowej, szesnasta jednostka typu S 49. Okręt wyposażony był w trzy kotły parowe opalane ropą, a zapas paliwa wynosił 305 ton. Zatonął na minie na Bałtyku 18 października 1917 roku.
Zatonął po bitwie w Moonsundzie, na rosyjskiej minie 18 października 1917 roku o 1 w nocy, u wybrzeży łotewskich, na pozycji 58°43′N 23°14′E/58,716667 23,233333. Zginęło 6 osób załogi.